# Burnuz

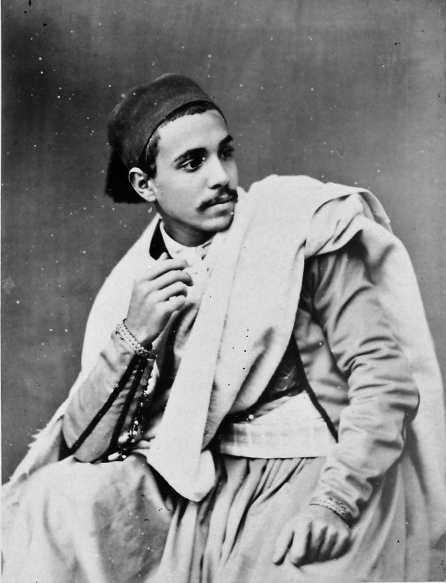
Orășean algerian purtând un burnuz, secolul al XIX-lea

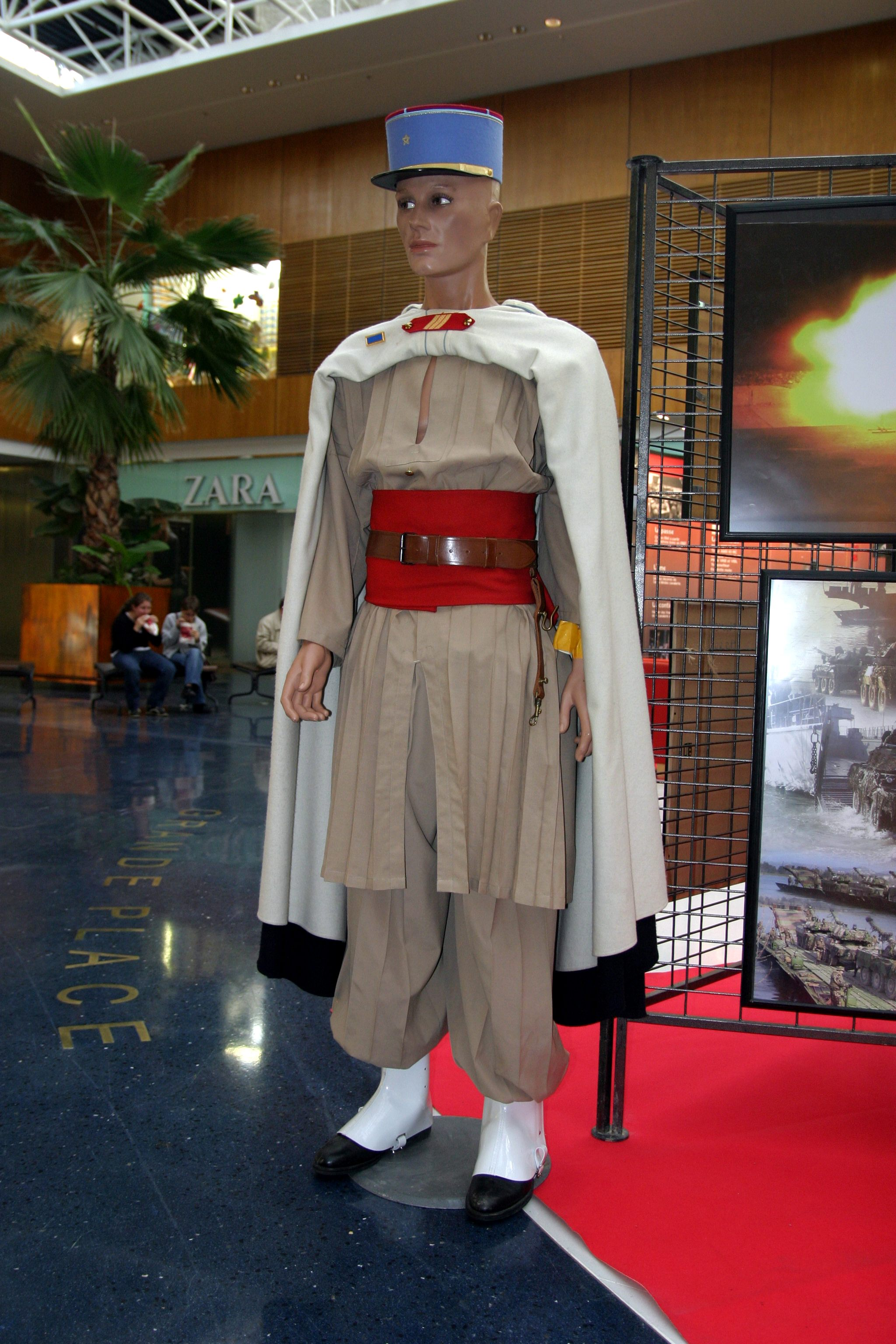
O uniformă de spahiu francez c. 1960 cu un burnuz alb distinctiv

Un burnuz (în berberă ⴰⴱⵔⵏⵓⵙ, în arabă برنسبرنس), scris, de asemenea, burnus, din cuvântul berber abernus, este o mantie lungă de lână aspră cu glugă, de obicei de culoare albă, purtată de berberi. În Africa de Nord, culoarea burnuzului este albă, bej sau maro închis. Burnuzul alb este purtat în timpul evenimentelor importante de către persoanele cu funcții înalte.

## Burnuzul în alte culturi
Burnuzul a devenit o parte distinctivă a uniformei cavaleriștilor spahii ai Armatei Franceze din Africa, cu militari recrutați din Algeria, Maroc și Tunisia. El a fost purtat, de asemenea, în mod neoficial și de ofițerii sau soldații altor unități din Africa de Nord. Burnuzul alb rămâne o parte a uniformei de paradă a singurului regiment de spahii al Armatei Franceze: Regimentul 1 Spahii.
Alte nume pentru burnuz sunt albornoz, sbernia, schechinger și bernusso.